# Liste der Kulturdenkmale in der Siedlung Neundorf

Lage des Stadtteils Siedlung Neundorf in Plauen

In der Liste der Kulturdenkmale in der Siedlung Neundorf sind die Kulturdenkmale des Plauener Stadtteils Siedlung Neundorf verzeichnet, die bis November 2019 vom Landesamt für Denkmalpflege Sachsen erfasst wurden (ohne archäologische Kulturdenkmale). Die Anmerkungen sind zu beachten.
Diese Aufzählung ist eine Teilmenge der Liste der Kulturdenkmale in Plauen.

## Liste der Kulturdenkmale in der Siedlung Neundorf
| Bild           | Bezeichnung | Lage                                                                                | Datierung                                                           | Beschreibung | ID       |
| -------------- | --- | ----------------------------------------------------------------------------------- | ------------------------------------------------------------------- | --- | -------- |
| Weitere Bilder | König-Georg-Kaserne (Sachgesamtheit) | Europaratstraße 1, 2, 3, 4, 5, 7, 9, 11, 12, 13, 14, 15, 17, 19, 21, 23, 25 (Karte) | 1900–1914                                                           | Sachgesamtheit König-Georg-Kaserne: ehemalige Kaserne, heute Behördenzentrum; Gebäudekomplex mit ehemaligem Stabshaus, Offizierskasino, Reithalle, Pferdestall, Verwaltungsgebäude sowie Mannschaftshäusern des Infanterieregimentes 134 (die Gebäude Europaratstraße 1, 3, 4, 5, 7/9, 11, 13, 15, 17, 19, 21, 23/25 sind Einzeldenkmale, siehe auch Einzeldenkmal 09301676 unter gleicher Anschrift); Sachgesamtheit von großer bau- und stadtgeschichtlicher, baukünstlerischer und städtebaulicher Bedeutung. Das Gebäude Europaratstraße 14, dessen ehemalige Funktion noch nicht geklärt ist und das heute vom Hauptzollamt Erfurt genutzt wird, ist Sachgesamtheitsteil. Gebäudekomplex bestehend aus Mannschaftshäusern, Kommandantenhaus u. a. Zweckbauten. Gestaltungselemente der meisten Gebäude: Klinkerbauten, Pilastergliederung, Walmdächer, Ausgleichsbögen über Fenstern, zumeist gelber Klinker, grünglasierte Ziegel als Zierelemente, Segmentbogenfenster, Kranzgesimse mit Zahnschnittfries und anderen Friesen, Pferdestall, Verwaltungsgebäude (heute Staatshochbauamt), alle mit Walmdächern. | 09246923 |
| Weitere Bilder | Einzeldenkmale zu ID-Nr. 09246923: Ehemaliges Stabshaus (Europaratstraße 1), ehemaliges Offizierskasino (Europaratstraße 25), ehemalige Reithalle (Europaratstraße 5), drei ehemalige Mannschaftshäuser (Europaratstraße 7/9, 13, 17), drei ehemalige Offiziers- und Beamtenwohnhäuser (Europaratstraße 3, 11, 15) sowie drei Kasernengebäude, deren ehemalige Nutzung noch nicht ermittelt wurde (Europaratstraße 4, 19, 21) | Europaratstraße 1, 3, 4, 5, 7, 9, 11, 13, 15, 17, 19, 21, 25 (Karte)                | 1900-1903 (Nr. 7, Nr. 11, Nr. 23/25); 1903 (Nr. 1); um 1914 (Nr. 3) | Einzeldenkmale in der Sachgesamtheit König-Georg-Kaserne (ehemalige Kaserne, heute Behördenzentrum); in gutem Originalzustand erhaltene Funktionsgebäude einer geschlossen erhaltenen Kaserne von baugeschichtlicher, städtebaulicher und stadtgeschichtlicher Bedeutung. Die Mannschaftsgebäude wurden als Mannschaftsgebäude 1, 2, 3 bezeichnet, in ihnen wurde jeweils ein Bataillon untergebracht sowie je vier Wohnungen für Leutnants, je vier Wohnungen für Feldwebel, eine Wohnung im Mannschaftsgebäude 3 für den Vizefeldwebel und Sergeanten und dort auch eine Wohnung für den Marketender. Den Bauten liegt vermutlich der Entwurf des Regierungsbaurats Hartmann von 1899 zu Grunde. | 09301676 |
|                | Mietshaus in geschlossener Bebauung | Ferdinand-Schill-Straße 2 (Karte)                                                   | 1903                                                                | Historisierende Fassade der Stadterweiterung, baugeschichtliche Bedeutung. Entworfen und errichtet vom Bauunternehmen Anton Frisch. Viergeschossiger gelber Klinkerbau mit fünf Achsen, Erdgeschoss mit Rundbogenöffnungen, großer zentraler Eingang, über Erdgeschoss Gurtgesims, in den Obergeschossen Putz-Stuck-Ornamentfelder, leicht hervortretender Seitenrisalit mit Dachausbau (Frontgiebel mit Zwillingsfenster), drittes Obergeschoss mit Dreiecksverdachungen der Fenster, Schleppgaupen. Fassade übereinstimmend mit der von Haus Nr. 4. | 09246314 |
|                | Mietshaus in geschlossener Bebauung | Ferdinand-Schill-Straße 4 (Karte)                                                   | 1904                                                                | Historisierende Fassade der Stadterweiterung, baugeschichtliche Bedeutung. Entworfen vom Bauunternehmen Anton Frisch für Gustav Schubert. Viergeschossiger gelber Klinkerbau mit fünf Achsen, Erdgeschoss mit Rundbogenöffnungen, großer zentraler Eingang, über Erdgeschoss Gurtgesims, in den Obergeschossen Putz-Stuck-Ornamentfelder, leicht hervortretender Seitenrisalit mit Dachausbau (Frontgiebel mit Zwillingsfenster), drittes Obergeschoss mit Dreiecksverdachungen der Fenster. Fassade übereinstimmend mit der von Haus Nr. 2. | 09246315 |
|                | Mietshaus in geschlossener Bebauung | Ferdinand-Schill-Straße 6 (Karte)                                                   | 1903                                                                | Repräsentativer historisierender Bau der Stadterweiterung um 1900, baugeschichtliche Relevanz. Entworfen von Baumeister Albert Richter. Drei- bis viergeschossiger (hohe Sockelzone) Putzbau mit fünf Achsen, Eingang mit Dreiecksübergiebelung rechts, über Sockelzone Gurtgesims. Hochparterre als Piano Nobile mit Rundbogenfenstern und reich bekröntem dreigeteilten Fenster in der Mittelachse, darüber im Bereich der Obergeschosse flacher Erker, ebenfalls mit Triplefenstern, überhöht von Dachausbau. Durchbrochenes Traufgesims, in Obergeschossen Pilastergliederung durch kannelierte Pilaster. Ornamentale Verzierungen, besonders über und unter den Fenstern. Haus nahezu identisch mit Nr. 8 und 10. | 09246316 |
|                | Mietshaus in geschlossener Bebauung | Ferdinand-Schill-Straße 8 (Karte)                                                   | 1903                                                                | Repräsentativer historisierender Bau der Stadterweiterung um 1900, baugeschichtliche Relevanz. Errichtet von Baumeister Albert Richter. Drei- bis viergeschossiger (hohe Sockelzone) Putzbau mit fünf Achsen, Eingang mit Dreiecksübergiebelung rechts, über Sockelzone Gurtgesims. Hochparterre als Piano Nobile mit Rundbogenfenstern und reich bekröntem dreigeteilten Fenster in der Mittelachse, darüber im Bereich der Obergeschosse flacher Erker, ebenfalls mit Triplefenstern, überhöht von Dachausbau. Durchbrochenes Traufgesims, in Obergeschossen Pilastergliederung durch kannelierte Pilaster. Ornamentale Verzierungen, besonders über und unter den Fenstern. Haus nahezu identisch mit Nr. 6 und 10. | 09246317 |
|                | Mietshaus in geschlossener Bebauung | Ferdinand-Schill-Straße 10 (Karte)                                                  | 1904                                                                | Repräsentativer historisierender Bau der Stadterweiterung um 1900, baugeschichtliche Relevanz. Entworfen und errichtet von Baumeister Albert Richter. Drei- bis viergeschossiger (hohe Sockelzone) Putzbau mit fünf Achsen, Eingang mit Dreiecksübergiebelung rechts, über Sockelzone Gurtgesims. Hochparterre als Piano Nobile mit Rundbogenfenstern und reich bekröntem dreigeteilten Fenster in der Mittelachse, darüber im Bereich der Obergeschosse flacher Erker, ebenfalls mit Triplefenstern, überhöht von Dachausbau. Durchbrochenes Traufgesims, in Obergeschossen Pilastergliederung durch kannelierte Pilaster. Ornamentale Verzierungen, besonders über und unter den Fenstern. Haus nahezu identisch mit Nr. 6 und 8. | 09246318 |
|                | Mietshaus in geschlossener Bebauung | Jahnstraße 1 (Karte)                                                                | 1903                                                                | Teil einer im Zusammenhang mit der Kaserne entstandenen Häusergruppe mit einheitlicher Gestaltung, baugeschichtliche Bedeutung. Entworfen von Oscar Breitfeld für die eigene Vermarktung. Dreigeschossiger roter Klinkerbau mit verputztem Erdgeschoss (verändert) und Putzstuck-Ornamentfeldern, über den zwei linken Achsen Dachausbau mit Dreiecksgiebel, zwei stehende Gaupen. | 09246350 |
|                | Mietshaus in geschlossener Bebauung | Jahnstraße 3 (Karte)                                                                | 1903                                                                | Teil einer im Zusammenhang mit der Kaserne entstandenen Häusergruppe mit einheitlicher Gestaltung, baugeschichtliche Bedeutung. Entworfen von Maurermeister Oscar Breitfeld für die eigene Vermarktung. Dreigeschossiger roter Klinkerbau mit verputztem Erdgeschoss (verändert) und Putzstuck-Ornamentfeldern, Eckbetonung durch Dachausbau mit Zwillingsfenstern, stehende Gaupen. | 09246351 |
|                | Mietshaus in halboffener Bebauung | Jahnstraße 23 (Karte)                                                               | 1904                                                                | Historisierender Bau mit Jugendstilverzierungen, Teil einer homogenen Gebäudegruppe im Neorenaissancestil, u. a. baugeschichtliche Relevanz. Architekt: Thieme für Albert Cornelius. Dreigeschossiger gelber Klinkerbau mit fünf Achsen, zwischen den Geschossen Ornamentfelder mit Jugendstilverzierungen (vorwiegend Baum-, Wurzel-, Blatt- und Blumenmotive), zweites Obergeschoss zusätzlich betont durch die Rundbogenfenster flankierenden Baummotive, darüber Traufgesims. Zentraler zweiachsiger Dachausbau mit aufwändigem Giebel. | 09246367 |
|                | Mietshaus in geschlossener Bebauung | Jahnstraße 25 (Karte)                                                               | Um 1905                                                             | Architekt Thieme für Albert Cornelius. Historisierender Bau mit Jugendstilverzierungen, Teil einer homogenen Gebäudegruppe im Neorenaissancestil, u. a. baugeschichtliche Relevanz. Dreigeschossiger gelber Klinkerbau mit fünf Achsen, zentraler Eingang mit Putzkartusche bekrönt, zwischen den Geschossen Ornamentfelder mit Jugendstilverzierungen (vorwiegend Baum-, Wurzel-, Blatt- und Blumenmotive), zweites Obergeschoss zusätzlich betont durch die Rundbogenfenster flankierenden Baummotive, darüber Traufgesims. Zentraler zweiachsiger Dachausbau mit aufwändigem Giebel. | 09246368 |
|                | Mietshaus in geschlossener Bebauung | Jahnstraße 27 (Karte)                                                               | 1904                                                                | Entworfen vom Architekten Thieme für Albert Cornelius. Historisierender Bau mit Jugendstilverzierungen, Teil einer homogenen Gebäudegruppe im Neorenaissancestil, u. a. baugeschichtliche Relevanz. Dreigeschossiger gelber Klinkerbau mit fünf Achsen, zentraler Eingang mit Putzkartusche überfangen, zwischen den Geschossen Ornamentfelder mit Jugendstilverzierungen (vorwiegend Baum-, Wurzel-, Blatt- und Blumenmotive), zweites Obergeschoss zusätzlich betont durch die Rundbogenfenster flankierenden Baummotive, darüber Traufgesims. Zentraler zweiachsiger Dachausbau mit aufwändigem Giebel. | 09246369 |
|                | Mietshaus in halboffener Bebauung | Jahnstraße 29 (Karte)                                                               | 1903                                                                | Entworfen vom Architekten Thieme für Albert Cornelius. Historisierender Bau mit Jugendstilverzierungen, Teil einer homogenen Gebäudegruppe im Neorenaissancestil, u. a. baugeschichtliche Relevanz. Dreigeschossiger gelber Klinkerbau mit fünf Achsen, zwischen den Geschossen Ornamentfelder mit Jugendstilverzierungen (vorwiegend Baum-, Wurzel-, Blatt- und Blumenmotive), zweites Obergeschoss zusätzlich betont durch die Rundbogenfenster flankierenden Baummotive, darüber Traufgesims; zentraler zweiachsiger Dachausbau mit aufwändigem Giebel. | 09246370 |
|                | Mietshaus in Ecklage mit Läden und in halboffener Bebauung | Kasernenstraße 1 (Karte)                                                            | 1904                                                                | Entworfen von Alfred Illner für Emil Erler; historisierender Bau mit Jugendstilelementen, bildprägend, baugeschichtlich von Bedeutung. Gleiche aufwändige Gestaltung wie die Nachbarhäuser. Dreigeschossiger Putzbau über Eck mit aufwändigem jugendstiligem Putzstuck-Dekor (Schlusssteine im Erdgeschoss, große, die Obergeschosse verbindende Felder, Giebelrahmung usw., in Form von Köpfen, Gesichtern, Figuren, Sonnen, Pflanzen, Tieren). Originale Ladenräume und bogige Schaufenster im Erdgeschoss (Apotheke), über Erdgeschoss schmales Gesims. An jeder Seite zweiachsiger flacher Risalit mit gen. Ornament, überfangen jeweils von Dachausbau mit geschweiften Giebeln. Ecke abgerundet und betont mit Triplefenstern mit Balkonen (schmiedeeiserne Geländer, Eule als Konsolfigur) in den Obergeschossen, hier im Dachbereich Türmchen mit spitz zulaufender welscher Haube, weiteres an rechter Hausecke. | 09246338 |
|                | Mietshaus in geschlossener Bebauung | Kasernenstraße 3 (Karte)                                                            | 1903                                                                | Entworfen von Paul Reinhard Rossbach für Oscar Jäger; einzeilig bebauter homogener Straßenzug mit historisierenden Fassaden, baugeschichtliche Bedeutung. Dreigeschossiger Zeilen-Kopfbau in Mischbauweise von Putz und gelbem Klinker. Putz-Erdgeschoss mit Lisenen, Bogenfenstern und stuckierten Schlusssteinen, über Erdgeschoss Gurtgesims, die Obergeschosse mit Ornamentfeldern. Über Erdgeschoss schräg gestellter zweigeschossiger Rechteckerker mit kannelierten Pilastern und Walmverdachung. Großer Dachausbau mit geschweiftem Giebel, dahinter hohes französisches Dach. Identisch mit Zeilenkopfbau Nr. 9. | 09246339 |
|                | Mietshaus in geschlossener Bebauung | Kasernenstraße 5 (Karte)                                                            | 1903                                                                | Entworfen von Paul Reinhard Rossbach für Eigenvermarktung; einzeilig bebauter homogener Straßenzug mit historisierenden Fassaden, baugeschichtliche Bedeutung. Dreigeschossig und fünfachsig, Erdgeschoss mit Bogenfenstern und verputzt, stuckierte Schlusssteine, großer Eingang rechts. Die Obergeschosse mit Ornamentfeldern, zweiachsiger Seitenrisalit mit übergiebeltem Dachausbau. | 09246340 |
|                | Mietshaus in geschlossener Bebauung | Kasernenstraße 7 (Karte)                                                            | 1903                                                                | Entworfen von Paul Reinhard Rossbach für Eigenvermarktung; einzeilig bebauter homogener Straßenzug mit historisierenden Fassaden, baugeschichtliche Bedeutung. Dreigeschossig und fünfachsig, Erdgeschoss mit Bogenfenstern und verputzt, stuckierte Schlusssteine, großer Eingang links. Die Obergeschosse mit Ornamentfeldern, zweiachsiger Seitenrisalit mit übergiebeltem Dachausbau. | 09246341 |
|                | Mietshaus in geschlossener Bebauung | Kasernenstraße 9 (Karte)                                                            | 1903                                                                | Entworfen von Paul Reinhard Rossbach für Eigenvermarktung; einzeilig bebauter homogener Straßenzug mit historisierenden Fassaden, baugeschichtliche Bedeutung. Dreigeschossiger Zeilen-Kopfbau in Mischbauweise von Putz und gelbem Klinker. Putz-Erdgeschoss mit Lisenen, Bogenfenstern und stuckierten Schlusssteinen, über Erdgeschoss Gurtgesims, die Obergeschosse mit Ornamentfeldern. Über Erdgeschoss schräg gestellter zweigeschossiger Rechteckerker mit kannelierten Pilastern und Walmverdachung. Großer Dachausbau mit geschweiftem Giebel, dahinter hohes französisches Dach, identisch mit Zeilenkopfbau Nr. 3. | 09246342 |
|                | Mietshaus in geschlossener Bebauung | Kasernenstraße 11 (Karte)                                                           | 1903                                                                | Architekt: Oehler (1903) für Albin Obenauf und Gustav Möhring. Einzeilig bebauter homogener Straßenzug mit historisierenden Fassaden, baugeschichtliche Bedeutung. Dreigeschossiger gelber Klinkerbau von 5:3 Achsen, auf hohem Putzsockel, flache Fassadengestaltung mit Gliederung nur durch sechs waagerechte Putzbänder, Gussstein-Vorhangbögen, Eckbetonung durch zwei steile gegiebelte Dachaufbauten. Zweite Achse der Straßenseite betont durch zweigeschossigen Polygonalerker. Gebäude spiegelbildlich zu Zeilenkopfbau Nr. 17. | 09246343 |
|                | Mietshaus in geschlossener Bebauung | Kasernenstraße 13 (Karte)                                                           | 1903                                                                | Architekten: Eisenwinkler und Oehler für Albin Obenauf und Gustav Möhring. Einzeilig bebauter homogener Straßenzug mit historisierenden Fassaden, baugeschichtliche Bedeutung. Dreigeschossiger gelber fünfachsiger Klinkerbau auf hohem (verändertem) Putzsockel, Eingang dort rechts, Gussstein-Fensterrahmungen mit Vorhangbögen, Fassade ansonsten nur durch Putzbänder gegliedert, allerdings betonte Mittelachse durch zweigeschossigen Polygonalerker, im Dachbereich hinterfangen von steil gegiebeltem Ausbau, zwei Schleppgaupen. | 09246344 |
|                | Mietshaus in geschlossener Bebauung | Kasernenstraße 15 (Karte)                                                           | 1903                                                                | Einzeilig bebauter homogener Straßenzug mit historisierenden Fassaden, baugeschichtliche Bedeutung. Dreigeschossiger gelber fünfachsiger Klinkerbau auf hohem (verändertem) Putzsockel, Eingang dort links, Gussstein-Fensterrahmungen mit Vorhangbögen, Fassade ansonsten nur durch Putzbänder gegliedert, allerdings betonte Mittelachse durch zweigeschossigen Polygonalerker über Hochparterre, im Dachbereich hinterfangen von steil gegiebeltem Ausbau, zwei Schleppgaupen. | 09246345 |
|                | Mietshaus in geschlossener Bebauung | Kasernenstraße 17 (Karte)                                                           | 1903                                                                | Entworfen von Eisenwinkler (Eisenwinter?) und Oehler für Albin Obenauf und Gustav Möhring. Einzeilig bebauter homogener Straßenzug von Spekulationsbauten mit historisierenden Fassaden, baugeschichtliche Bedeutung. Dreigeschossiger gelber Klinkerbau von 5:3 Achsen, auf hohem Putzsockel, flache Fassadengestaltung mit Gliederung nur durch sechs waagerechte Putzbänder, Gussstein-Vorhangbögen, Eckbetonung durch zwei steile gegiebelte Dachaufbauten. Zweite Achse der Straßenseite betont durch zweigeschossigen Polygonalerker. Gebäude spiegelbildlich zu Zeilenkopfbau Nr. 11. | 09246346 |
|                | Mietshaus in halboffener Bebauung | Kasernenstraße 19 (Karte)                                                           | 1903                                                                | Architekt: Thieme. Bauherr: Krause. Teil eines einzeilig bebauten Straßenzuges mit einheitlichen Gestaltungen, Kasernenkontext, baugeschichtliche Bedeutung. Dreigeschossiger roter Klinkerbau mit 5:3 Achsen. Verputztes, etwas geglättetes Sockelgeschoss mit Rundbogenöffnungen, darüber Gurtgesims. Die beiden Obergeschosse pilasterartig zusammengefasst, mit Schmuckkapitellen in der Traufgesimszone und Basen über gen. Gurtgesims, die Zwischenflächen als jugendstilige Gussstein-Schmucktafeln. Zentraler Dachausbau mit Triplefenster und schwerer Übergiebelung, darin Sonnenornament. Fünf kleine stehende Gaupen. | 09246347 |
|                | Mietshaus in halboffener Bebauung | Kasernenstraße 21 (Karte)                                                           | 1903                                                                | Architekt: Thieme (1903). Bauherr: Krause. Teil eines einzeilig bebauten Straßenzuges mit einheitlichen Gestaltungen, Kasernenkontext, baugeschichtliche Bedeutung. Dreigeschossiger roter Klinkerbau mit fünf Achsen. Verputztes, etwas geglättetes Sockelgeschoss mit Rundbogenöffnungen, darüber Gurtgesims. Die beiden Obergeschosse pilasterartig zusammengefasst, mit Schmuckkapitellen in der Traufgesimszone und Basen über gen. Gurtgesims, die Zwischenflächen als jugendstilige Gussstein-Schmucktafeln. Zentraler Dachausbau mit Triplefenster und schwerer Übergiebelung, darin Sonnenornament. Zwei kleine stehende Gaupen. | 09246348 |
|                | Mietshaus in halboffener Bebauung | Kasernenstraße 23 (Karte)                                                           | Um 1905                                                             | Teil eines einzeilig bebauten Straßenzuges mit einheitlichen Gestaltungen, Kasernenkontext, baugeschichtliche Bedeutung. Dreigeschossiger roter Klinkerbau mit 5:3 Achsen. Verputztes, etwas geglättetes Sockelgeschoss mit Rundbogenöffnungen, darüber Gurtgesims. Die beiden Obergeschosse pilasterartig zusammengefasst, mit Schmuckkapitellen in der Traufgesimszone und Basen über gen. Gurtgesims, die Zwischenflächen als jugendstilige Gussstein-Schmucktafeln. Zentraler Dachausbau mit Triplefenster und schwerer Übergiebelung, darin Sonnenornament. Kleine stehende Gaupen. | 09247423 |
|                | Mietshaus in Eckbebauung | Kasernenstraße 25 (Karte)                                                           | 1903                                                                | Architekt: Thieme. Bauherr: Krause. Teil eines einzeilig bebauten historisierenden Straßenzuges mit einheitlicher Gestaltung, Kasernenkontext, baugeschichtliche Bedeutung. Dreigeschossiger roter Klinkerbau, 4:6 Achsen plus abgeschrägte Eckachse. Mit verputztem Erdgeschoss, dieses mit bogigen Öffnungen und durch Gurtgesims abgeschlossen. Die Obergeschosse mit Putzstuck-Ornamentfeldern, breites Traufgesims. Eckbetonung durch abgeschrägte Achse und polygonalen flachgedeckten Dachaufbau mit zwei gekuppelten und einem einzelnen Rundbogenfenster. | 09246349 |
|                | Villa mit Kutscherhaus und Park, heute Alten- und Pflegeheim | Kopernikusstraße 31a, 31b (Karte)                                                   | 1901                                                                | Kaiserzeitliche Gestaltungselemente, u. a. baugeschichtliche Bedeutung. - Villa: unregelmäßiger Grundriss, zweigeschossiger Putzbau, polygonale Erker, Risalite, Lisenengliederung, volutenartige Blendgiebel, Fenstergewände mit Ohrung, großes Treppenhausfenster mit Bleiglasfenstern mit Schwanendarstellung sowie Rundfenster, volutenartiger Giebel auf Gartenseite, verschiedene Fensterformate, Gartenseite mit halbkreisförmigem Balkon mit Steinbrüstung und Säulen, darüber verglaste Veranda - Kutscherhaus: eingeschossig auf längsrechteckigem Grundriss, Mittelrisalit mit Eckquaderung, Rundfenster im Giebel, Dachaufbauten vereinfacht, Mansardwalmdach, im Inneren alte Stuckdecken sowie historische Zimmertüren - Garten: teilweise alter Baumbestand sowie alte Wegeführung | 09246919 |
|                | Villa mit Garten und Bedienstetenwohnhaus | Kopernikusstraße 35 (Am Eichhäuschen 26a) (Karte)                                   | 1903                                                                | Aufwändig gestalteter Putzbau sowie zeittypischer Villengarten, u. a. baugeschichtliche Bedeutung. - Villa: unregelmäßiger Grundriss, zweigeschossiger Putzbau mit rundbogig gegiebeltem Mittelrisalit, Erdgeschoss Rundbogenfenster, Ornamentierung mit Jugendstileinfluss, Eckerker mit Zierfachwerk, Balkons auf großen Kragsteinen mit Steinbrüstungen, dominante Lage - Garten: zeittypischer Villengarten von gartengeschichtlichem Wert, Reste von Bepflanzung und Wegeführung vorhanden - Bedienstetenwohnhaus: zeittypischer Putzbau, baulich leicht überformt, leerstehend, Abbruchgenehmigung laut Schreiben vom 22. Juni 2010 (nur Kutscherhaus/Bedienstetenwohnhaus) | 09246918 |
|                | Villa mit Garten | Kopernikusstraße 37 (Karte)                                                         | 1935                                                                | Entworfen von Oscar Keßler. Bauherr war der Fabrikant Carl Hermann Waldenfelds, der das Gebäude für seine Tochter Elisabeth Zimmermann errichten ließ. Ursprünglich erhaltener Putzbau mit sachlichen Elementen und mit zeittypischer Innenausstattung, u. a. baugeschichtliche Bedeutung. Zweigeschossig, quadratischer Grundriss, Sockel und Türeinfassung Theumaer Schiefer, gut proportionierte Fenster und Türen, Fensterläden mit Lamellen, Treppenhaus gestalterisch hervorgehoben, im Kellergeschoss Garage mit originalem Tor, im Inneren Holzverkleidungen, originale Zimmer- und Zwischentüren, gewendelte einläufige Holztreppe. Flaches Walmdach, als Ausbauten nur kleine Schleppgaupen. Mit Garten. | 09247633 |
| Weitere Bilder | Fassaden dreier ehemaliger Mietshäuser, heute Verwaltungsgebäude | L.-F.-Schönherr-Straße 25, 27, 29 (Karte)                                           | 1904                                                                | Entworfen von Arthur Wetzel für Karl Klug; repräsentative, architektonisch qualitätvoll gestaltete Fassaden, baugeschichtliche Bedeutung. Die dreigeschossigen gelben Klinkerfassaden mit dekorierenden, vom Jugendstil beeinflussten Putzelementen. Hoher Sockel, drei hohe und schmale Hauseingänge mit floraler Putz-Stuck-Bekrönung. Flach reliefierte Fassade, nur die einachsigen Eingangsrisalite leicht hervortretend und im Dachbereich mit Putz-Ausbau übergiebelt. Gut proportioniertes Wand-Öffnungs-Verhältnis durch Wechsel von breiten dreigeteilten Fenstern und einfach stehenden. Durch Ornament-Reliefplatten (auch Wappen) sind die Fenster senkrecht verbunden, so dass die Klinkerwand lisenenförmig erscheint. Der Eckbau mit polygonalem zweigeschossigem Erker über dem Hochparterre, Eckbetonung durch zusätzliches Dachgeschoss. Nach erfolgtem Umbau 1989/90 zum Verwaltungsgebäude wurde das Innere des Hauses grundlegend verändert – das betrifft die Wohnungszuschnitte ebenso wie die Türen und die Eingangsbereiche. Auch die rückwärtige Fassade der Gebäude wurde durch den Anbau eines Flachbaus grundlegend verändert, so dass nur die Fassaden noch denkmalwürdig sind. | 09246357 |
|                | Mietshaus in Ecklage in halboffener Bebauung | L.-F.-Schönherr-Straße 26 (Karte)                                                   | 1903                                                                | Entworfen von Hans Marte für Eigenvermarktung; repräsentativer Späthistorismusbau mit Jugendstilverzierungen, baugeschichtliche Bedeutung. Dreigeschossiger Putzbau über Eck, die Ecklage betont durch schräg gestellten viergeschossigen Baukörper, der reich mit Jugendstilreliefs und Schmuckpilastern geschmückt ist, zwei breite Achsen Kuppelfenster (im Hochparterre diese als Themenfenster) aufweist sowie durch Dreiecksgiebel bekrönt und von zwei schmaleren Achsen mit Schweifgiebeln gerahmt ist. Schaugiebel reich verziert mit Sonnendarstellungen, Blumen, Pflanzen, Tiere und Wappen. Schöne, originale Haustür. Auch die dreigeschossigen Seiten mit Betonung durch Eckgiebel. | 09246352 |
|                | Mietshaus in geschlossener Bebauung | L.-F.-Schönherr-Straße 28 (Karte)                                                   | 1903                                                                | Entworfen von Bauunternehmer Hans Marte für eigene Vermarktung; späthistoristisches Gebäude mit Jugendstilverzierungen, baugeschichtliche Bedeutung. Dreigeschossiger sechsachsiger Putzbau, die Fensterachsen durch Lisenen betont, zwischen den Etagen Schmuckfelder mit jugendstiligen Ornamenten. Zentraler zweiachsiger Dachausbau mit Schweifgiebel. | 09246353 |
|                | Mietshaus in Ecklage | L.-F.-Schönherr-Straße 30 (Karte)                                                   | 1903                                                                | Entworfen vom Bauunternehmer Hans Marte für Eigenvermarktung; späthistoristisches Gebäude einer Häuserzeile mit Jugendstilverzierungen, baugeschichtliche Bedeutung. Dreigeschossiger Putzbau mit 6:3 Achsen, die Fensterachsen der Straßenseite durch Lisenen betont, zwischen den Etagen Schmuckfelder mit jugendstiligen Ornamenten. Eckbetonung durch beidseitig gegiebelten Dachaufbau. | 09246354 |
|                | Gedenkstein für Liselotte Herrmann | L.-F.-Schönherr-Straße 32 (Karte)                                                   | Nach 1950                                                           | Zur Erinnerung an die antifaschistische Widerstandskämpferin; einfacher, grob behauener Stein mit Schrifttafel, geschichtlich von Bedeutung. Lieselotte Herrmann wurde trotz weltweiter Proteste am 20. Juni 1938 hingerichtet. | 09247738 |
|                | Ehemalige Tüllfabrik mit Verwaltungsgebäude und Fabrikationsgebäude | L.-F.-Schönherr-Straße 32 (Karte)                                                   | 1907 (Fabrikgebäude); 1914 (Verwaltungsgebäude)                     | Architektonisch qualitätvoll gestaltete, bildprägende Fabrikanlage von baugeschichtlicher und ortsgeschichtlicher Bedeutung. Drei- bis viergeschossiges Fabrikgebäude von 1907, mit gelber Klinkerfassade, Straßenseite mit 19 Achsen, dreiachsiger flacher Mittelrisalit mit rundbogiger Toreinfahrt, hier Werksteingliederung, und kleinem dreiecksgegiebelten Dachhaus, Hochparterre bzw. erstes Obergeschoss waagerecht gerahmt von Deutschem Band, dieses auch im Traufgesims, im Bereich der beiden Obergeschoss Gliederung durch Kolossalpilaster, zahlreiche Schleppgaupen. Links schließt viergeschossiges giebelständiges Verwaltungsgebäude (um 1920/25) mit vier breiten Achsen und Dreiecksgiebelbekrönung an, seitlich fünf (schmalere) Achsen, kannelierte Lisenen, Zahnschnittfriese, rundbogige Fenster im ersten Obergeschoss, dort polygonaler Erker, Eckquaderung, Sockel Theumaer Schiefer, Eingangsbereich durch kannelierte Pilaster und waagerechtes Gebälk betont, Fenster mit originalen Vergitterungen, schöne originale Haustür und Fenster, im Eingangsbereich Marmorverkleidung. | 09246358 |
|                | Mietshaus in halboffener Bebauung | Liebknechtstraße 11 (Karte)                                                         | 1903                                                                | Entworfen von Albert Kühnel; Späthistorismus und Einflüsse des Landhausstils, baugeschichtlich von Bedeutung. Dreigeschossiger Putz-Klinker-Bau, Kopfbau einer Dreierzeile, Erdgeschoss roter Klinker bis zum Kämpfer der Bogenöffnungen, darüber Putz. Erdgeschoss mit kräftigem Gurtgesims abgeschlossen, die Obergeschosse mit ornamental eingesetzten roten Klinkerstreifen, zweites Obergeschoss mit einem Balkon. Eckbetonung durch zwei rechtwinklig zueinander stehende Dachhäuser mit Zierfachwerk und überstehenden Krüppelwalmdächern, ansonsten Satteldächer. Fensterbrüstungen mit Jugendstilverzierungen. | 09246276 |
|                | Mietshäuser in geschlossener Bebauung, Doppelwohnhaus | Liebknechtstraße 13, 15 (Karte)                                                     | 1902                                                                | Entworfen von Albert Kühnel für die Eigenvermarktung; Doppelwohnhaus des Späthistorismus, mit Einfluss des Landhausstils, baugeschichtliche Bedeutung. Dreigeschossiger Putz-Klinker-Bau, Erker im zweiten Obergeschoss und schräg dahinter Dachhaus, je mit Zierfachwerk und Krüppelwalmdach (Nr. 13), betonen die Asymmetrie des Gesamtbaues. Fensterbrüstungen mit Jugendstilverzierungen. Erdgeschoss bis zur Kämpferzone der Bogenöffnungen roter Klinker, dieser auch auf Gesimsflächen, als Fensterverdachungen und seitlich am Erker eingesetzt, darüber Putzfassade. | 09246277 |
|                | Mietshaus in geschlossener Bebauung | Liebknechtstraße 16 (Karte)                                                         | 1905                                                                | Entworfen von Albert Kühnel für Eigenvermarktung; Stadterweiterungsbau mit späthistoristischer Fassade, aber auch schon mit Einflüssen des Reformstils, baugeschichtliche Bedeutung. Wie Nr. 18 gestaltet (Fassade gespiegelt), viergeschossiger Putzbau auf schieferverkleidetem Sockel, mit fünfgeschossigem und rundbogenbekröntem Seitenrisalit, Erdgeschoss zum Teil mit großen Thermenfenstern, die rechte Seite der Obergeschosse mit Triplefenstern. Über Erdgeschoss ansetzend zentraler flacher Rechteckerker über drei Geschosse. Erdgeschoss Putznutung, Eingang rechts bekrönt mit eierstabartigem Putz-Stuck-Ornament. | 09246278 |
|                | Mietshaus in geschlossener Bebauung | Liebknechtstraße 18 (Karte)                                                         | 1905                                                                | Entworfen von Albert Kühnel für die Eigenvermarktung; Stadterweiterungsbau mit späthistoristischer Fassade, aber auch schon mit Einflüssen des Reformstils, baugeschichtliche Bedeutung. Wie Nr. 16 gestaltet (Fassade gespiegelt), viergeschossiger Putzbau auf schieferverkleidetem Sockel, mit fünfgeschossigem und rundbogenbekröntem Seitenrisalit, Erdgeschoss zum Teil mit großen Thermenfenstern, die linke Seite der Obergeschosse mit Triplefenstern. Über Erdgeschoss ansetzend zentraler flacher Rechteckerker über drei Geschosse. Erdgeschoss mit Putznutung, Eingang links bekrönt mit eierstabartigem Putz-Stuck-Ornament, links daneben Tordurchfahrt. | 09246279 |
|                | Mietshaus in geschlossener Bebauung, Teil eines Doppelwohnhauses | Liebknechtstraße 19 (Karte)                                                         | 1912                                                                | Entworfen von Albert Kühnel für Eigenvermarktung, Teil eines Doppelwohnhauses in sachlichem Reformstil, baugeschichtliche Bedeutung. Der drei- bis viergeschossige Putzbau mit roter Klinkerverkleidung bis zur Kämpferzone der Erdgeschoss-Öffnungen entstand zwei Jahre nach Haus Nr. 21 und ist als dessen weitgehend symmetrisch angelegtes Doppelwohnhaus-Pendant anzusehen. Unterschied aber durch den die Ecke akzentuierenden turmartigen Eckrisalit. Über Erdgeschoss kräftiges Gurtgesims, die zwei Obergeschosse durch den Putz optisch zusammengefasst. Traufgesims sowohl für den Eckturm als auch für den zentralen Dachaufbau mit großem Dreiecksgiebel unterbrochen, die Pilaster im Obergeschoss kennzeichnen den vierachsigen flachen Mittelrisalit. | 09246281 |
|                | Mietshaus in geschlossener Bebauung, Teil eines symmetrischen Doppelwohnhauses | Liebknechtstraße 21 (Karte)                                                         | 1910                                                                | Entworfen von Albert Kühnel für die Eigenvermarktung, Teil eines symmetrischen Doppelwohnhauses; sachlicher Reformstil, baugeschichtliche Bedeutung. Der drei-bis viergeschossige Putzbau mit roter Klinkerverkleidung bis zur Kämpferzone der Erdgeschoss-Öffnungen entstand zwei Jahre vor Haus Nr. 19 und ist als dessen weitgehend symmetrisch angelegtes Doppelwohnhaus-Pendant anzusehen. Im Unterschied zu diesem aber kein turmartiger Eckrisalit, sondern normale Achse. Über Erdgeschoss kräftiges Gurtgesims, die zwei Obergeschosse durch den Putz optisch zusammengefasst. Traufgesims für den zentralen Dachaufbau mit großem Dreiecksgiebel unterbrochen, die Pilaster im Obergeschoss kennzeichnen den vierachsigen flachen Mittelrisalit. Zusätzlicher Dacherker mit Pyramidendach. | 09246282 |
|                | Mietshaus in geschlossener Bebauung | Liebknechtstraße 24 (Karte)                                                         | Bezeichnet mit 1904                                                 | Entworfen von Baumeister Albert Kühnel für Eigenvermarktung; späthistoristisches Zeugnis der Stadterweiterung, baugeschichtliche Relevanz. Viergeschossiger Putzbau, die breiten Seitenachsen durch jeweils Triplefenster (im dritten Obergeschoss bogig endend) in allen Geschossen symmetrisiert. Die zentralen Achsen durch Balkons mit Brüstungen definiert, darüber zentraler Dachausbau mit reich ornamentiertem Dreiecksgiebel und Bekrönung. Die Symmetrie wird in diesem Bereich aber durch den an die Balkons links angrenzenden dreigeschossigen Rechteck- und Polygonalerker aufgehoben. Erdgeschoss Rustika, Sockel Schiefer, seitliches Portal mit waagerechter Türverdachung, Schlussstein mit männlichem Kopf und ornamentalem Zierrat, Schmuckfelder. | 09246280 |
|                | Ehemaliges Wohn- und Geschäftshaus in halboffener Bebauung, heute Kinder- und Jugendwohnheim | Liebknechtstraße 34 (Karte)                                                         | 1901                                                                | Entworfen von Albert Kühnel als Georgenhof für die Eigenvermarktung, ursprünglich mit Gaststätte; architektonisch anspruchsvoll, u. a. baugeschichtliche Bedeutung. Dreigeschossiger Putzbau auf hohem Sockelgeschoss, Hochparterre mit großen Saalfenstern (jugendstilige Pilastergliederung), darüber erstes Obergeschoss loggienartig und zweites Obergeschoss zurückspringend, darüber auch noch Dachausbauten. Dominanter, rechts und halboffen stark vorspringender Seitenrisalit mit französischem Dach, davor geschweifter Blendgiebel, hier Hochparterre mit großem Thermenfenster (Saal) und darüber zweigeschossiger Polygonalerker mit Holzelementen, unterhalb der Traufe Putz-Stuck-Schmuckfries mit gegenständlichem und ornamentalem Zierrat. Die ursprünglichen Gasträume über mehrere Etagen angeordnet. Teilweise Farbglasfenster in Oberlichtern noch erhalten. Im Inneren durch neue Nutzung verändert. | 09246286 |
|                | Mietshaus in ehemals geschlossener Bebauung | Liebknechtstraße 35 (Karte)                                                         | 1903                                                                | Entstanden für Josef Mattis; historistische Fassadengestaltung (vergleiche Haus Nr. 41), baugeschichtliche Relevanz. Dreigeschossiger und fünfachsiger dunkelweißer Klinkerbau, stark versetzt mit porphyrfarbenen Gussstein-Schmuckelementen (Fensterrahmungen, Ornamentfelder). Zweite und dritte Achse mit Laden im Erdgeschoss, darüber leicht hervortretender Teil mit übergiebeltem Dachausbau. Über Erdgeschoss (Eingang links und zwei Fenster bogig, Schlusssteine als Köpfe) Gurtgesims. | 09246283 |
|                | Mietshaus in geschlossener Bebauung | Liebknechtstraße 36 (Karte)                                                         | 1903                                                                | Errichtet für Louis Walther; historisierende Fassade der Stadterweiterung, baugeschichtliche Relevanz. Sechs Achsen, vier Geschosse. Über geputztem Erdgeschoss mit Laden und Gurtgesims gelber Klinkerbau, die Mittelachsen über Eingang mit Kuppelfenstern und mit Fachwerkgiebel im Dachbereich abgeschlossen. Ornamental verzierte Fensterbrüstungen, Dreieckgiebelverdachung, im Scheitel mit Köpfchen u.a. | 09246287 |
|                | Mietshaus in geschlossener Bebauung | Liebknechtstraße 37, 39 (Karte)                                                     | 1924                                                                | Bauherr des Doppelwohnhauses mit gemeinsamem Eingang war 1924 die Stadt Plauen, Fassade in der Formensprache der 1920er Jahre, baugeschichtliche Relevanz. Dreigeschossiger und neunachsiger Putzbau, geglättetes Erdgeschoss mit mittigem Eingang für beide Hausteile, Abschluss mit Gurtgesims. Die beiden Obergeschosse durch Kolossallisenen zusammengefasst, zwischen den Fensterpartien dreieckige Stuck-Schmuckelemente. Achse des Mittelrisalits verbreitert und von gegiebeltem Dachhaus überfangen, hier auch Traufgesims unterbrochen. Vier weitere Gaupen mit Dreiecksgiebeln. | 09246284 |
|                | Mietshaus in geschlossener Bebauung | Liebknechtstraße 38 (Karte)                                                         | 1903                                                                | Entworfen von Johannes Bieger für Louis Walther; historisierende Fassade der Stadterweiterung, baugeschichtliche Relevanz. Viergeschossiger und fünfachsiger Bau mit putzgenutetem Erdgeschoss, hier Ladenfenster, darüber Gurtgesims und drei Geschosse mit gelber Klinkerwand, über zweitem Obergeschoss weiteres Gurtgesims. Fensterverdachungen mit Dreiecksgiebeln sowie waagerechtem Gebälk und Köpfchen, Fensterbrüstungen mit ornamentalen Putzstuck-Verzierungen. Zentrales gegiebeltes Dachhaus mit Zierfachwerk. | 09246288 |
|                | Mietshaus in geschlossener Bebauung | Liebknechtstraße 40 (Karte)                                                         | 1904                                                                | Errichtet für Johann Vogler; historisierende Fassade der Zeit um 1900, baugeschichtliche Relevanz. Viergeschossig, fünf Achsen, Putz-Erdgeschoss mit Nutung, Eingang und Durchfahrt links, großes Thermenfenster (Kontor?), über Gurtgesims drei Geschosse mit gelber Klinkerwand, erstes und zweites Obergeschoss mit Gussstein-Schmuckfeldern und verschiedenen Standard-Fensterverdachungen, darüber weiteres Gesims, dadurch die Zwischenwände lisenenartig wirkend. Drittes Obergeschoss mit Rundbogenfenstern mit Schlusssteinen, die zwei rechten Achsen mit zusätzlichem gegiebeltem Dachgeschoss, zwei kleine Schleppgaupen. | 09246289 |
|                | Mietshaus in halboffener Bebauung | Liebknechtstraße 41 (Karte)                                                         | 1903                                                                | Bauherr Josef Mattis; historistische Fassadengestaltung (vergleiche Haus Nr. 35) der Zeit der Stadterweiterung, baugeschichtliche Relevanz. Dreigeschossiger und fünfachsiger dunkelweißer Klinkerbau, stark versetzt mit porphyrfarbenen Gussstein-Schmuckelementen (Fensterrahmungen, Ornamentfelder). Dritte und vierte Achse mit Laden im Erdgeschoss, darüber leicht hervortretender Teil mit übergiebeltem Dachausbau. Über Erdgeschoss (drei Fenster bogig, Schlusssteine als Köpfe) Gurtgesims. Die dreiachsige Seite mit Eingang, hier gegiebelter Dachausbau mit Zierfachwerk. | 09246285 |
|                | Mietshaus in geschlossener Bebauung | Liebknechtstraße 42 (Karte)                                                         | 1903                                                                | Bauherren Frisch & Schubert; historisierende Fassade der Stadterweiterung, baugeschichtliche Relevanz. Viergeschossiger gelber Klinkerbau auf Putzsockel, fünfgeschossiger übergiebelter Seitenrisalit mit Kuppelfenstern. Hochparterre mit Rundbogenöffnungen, eingezogener hoher und schmaler Eingang. Standard-Gussstein-Fensterbekrönungen und -Schmuckfelder, drei Schleppgaupen. | 09246290 |
|                | Mietshaus in halboffener Bebauung | Liebknechtstraße 43 (Karte)                                                         | 1926                                                                | Entworfen von Willy Zeh für die Gebrüder Grosser; sachliche Fassade mit stilisierten Historismuselementen, baugeschichtliche Relevanz. Dreigeschossiger tiefer Putzbau, im Sinne des Ursprungsbaus in verschiedenen Grüntönen gefasst, in den Obergeschossen Lisenen. Erdgeschoss durch Gurtgesims optisch abgeschlossen, flacher Seitenrisalit durch Triplefenster und Dachausbau mit expressionistischem Dreiecksgiebel gekennzeichnet, ähnlich der Risalit der Seitenfassade. Überstehendes profiliertes Traufgesims, unterbrochen im Bereich der Dachausbauten, strafft die Optik der Fassade, Schmuckfelder. | 09246291 |
|                | Mietshaus in geschlossener Bebauung | Liebknechtstraße 45, 47 (Karte)                                                     | 1925                                                                | Entworfen von Willy Zeh für die Stadt Plauen; Doppelwohnhaus in der Formensprache der 1920er Jahre, baugeschichtliche Relevanz. Dreigeschossiger Putzbau mit Gliederung durch Putzlisenen, Erdgeschoss durch Gurtgesims optisch markiert, über zentralem Eingang zweigeschossiger, gerade abgeschlossener Rechteckerker mit Triplefenstern, unter Gebälk Köpfe. Breiter vierachsiger Dachausbau mit flachem Dreiecksgiebel, dazu zwei stehende Gaupen. | 09246292 |
|                | Mietshaus in halboffener Bebauung | Liebknechtstraße 49 (Karte)                                                         | 1902                                                                | Errichtet nach Plänen von Albert Richter; historisierende Fassade der Zeit um 1900, baugeschichtlich von Bedeutung. Dreigeschossiger Putzbau, Erdgeschoss mit Rundbogenöffnungen (Laden) und Putznutung, abgeschlossen durch Gurtgesims. Erstes Obergeschoss mit kleinem Erker auf dreieckigem Grundriss. Um ein Geschoss höherer Seitenrisalit mit Kuppelfenster und Spitzgiebel, mit abgerundeter Ecke. Gliederung durch Pilaster und Lisenen, kleinteilige jugendstilige Ornamentik. | 09246293 |
|                | Mietshaus in halboffener Bebauung | Liebknechtstraße 50 (Karte)                                                         | Bezeichnet mit 1906                                                 | Architekt: Albert Richter. Späthistoristische Fassade der Stadterweiterungszeit, baugeschichtliche Bedeutung. Dreigeschossiger Putzbau auf hohem Sockel (verändert), hier und über dem Hochparterre Gurtgesimse, Hochparterre mit Putznutung und bogigen Öffnungen, Mittelachse mit großem Thermenfenster, darüber durch rustizierte Lisenen markierter flacher Mittelrisalit mit Kuppelfenstern, der in zusätzlichem Dachgeschoss mit Schweifgiebelbekrönung endet. | 09246311 |
| Weitere Bilder | Mietshaus mit vier Eingängen in halboffener Bebauung endend | Liebknechtstraße 51, 53, 55, 57 (Karte)                                             | 1902                                                                | Historisierende Fassaden der Zeit um 1900, bildprägendes Ensemble, baugeschichtliche Bedeutung, Entwurf von Albert Richter. Dreigeschossiges Putzensemble mit putzgenuteten Erdgeschossen, darin Thermenfenster, darüber Gurtgesimse. Die Obergeschosse mit feinen Pilastergliederungen mit jugendstiligen Formen. Die Eckbauten mit Dachhäusern (Welsche Haube), die beiden mittleren Hausnummern mit gegiebelten Dachausbauten der Risalite mit Kuppelfenstern. | 09246294 |
|                | Mietshaus in halboffener Bebauung | Liebknechtstraße 52 (Karte)                                                         | 1903                                                                | Entworfen und errichtet von Maurermeister Hermann Bucher für Franz Reiher; Stadterweiterungsbebauung um 1900 in historisierenden Formen, baugeschichtliche Bedeutung. Tiefer dreigeschossiger dunkelweißer Klinkerbau auf putzgenutetem Sockel, darin Eingang mit aufwändig dekoriertem Gebälk. Zwischen Sockel und Hochparterre breiter Fries mit jugendstiligem Ornament. Die Fensteröffnungen in allen Geschossen mit Vorhangbögen verschiedener Art bekrönt. Alle Geschosse durch Gesimse optisch markiert. Mittleres Obergeschoss mit seitlichem dreiachsigen, aufwändig bekröntem Flacherker. Die linke (Eingangs-)Achse als flacher Seitenrisalit mit Dachausbau (drei Bogenfenster, darüber spitzer Pyramidenhelm); gewalmtes Dach mit heterogener Konstruktion, vergleiche Fassade von Nr. 58. | 09246310 |
| Weitere Bilder | Doppelwohnhaus in geschlossener Bebauung | Liebknechtstraße 54, 56 (Karte)                                                     | 1903                                                                | Entworfen von Friedrich (?) Bucher; Stadterweiterungsarchitektur des Späthistorismus, baugeschichtliche Bedeutung. - Nr. 54: dunkelweißer Klinkerbau, dreigeschossig, auf hohem putzgenuteten Sockelgeschoss, Gurtgesimse; im Bereich der beiden rechten Achsen kleiner polygonaler Erker, hier ansonsten Kuppelfenster und Dachausbau mit Dreiecksübergiebelung; einfache Fassadengliederung mit zurückhaltender Ornamentik - Nr. 56: Fassade von Nr. 54 annähernd gespiegelt, lediglich der gen. Erker noch gestützt durch gedrehte Säule im zweiten Obergeschoss, im dritten Obergeschoss als Balkon mit Balusterbrüstung | 09246309 |
|                | Mietshaus in halboffener Bebauung | Liebknechtstraße 58 (Karte)                                                         | 1901                                                                | Entworfen von Franz Louis Schott; Stadterweiterungsbebauung um 1900 in historisierenden Formen, baugeschichtliche Bedeutung. Dreigeschossiger dunkelweißer Klinkerbau auf putzgenutetem Sockel, darin Eingang mit aufwändig dekoriertem Gebälk. Zwischen Sockel und Hochparterre breiter Fries mit jugendstiligem Ornament. Die Fensteröffnungen in allen Geschossen mit Vorhangbögen verschiedener Art bekrönt. Alle Geschosse durch Gesimse optisch markiert. Mittleres Obergeschoss mit seitlichem dreiachsigen, aufwändig bekröntem Flacherker. Die rechte (Eingangs-)Achse als flacher Seitenrisalit mit Dachausbau (drei Bogenfenster), vergleiche Nr. 52. | 09246307 |
|                | Mietshaus in halboffener Bebauung | Liebknechtstraße 59 (Karte)                                                         | 1903                                                                | Entworfen von Willy Reiher für Bernhard Russler; architektonisch interessante Gruppe von drei aufeinander bezogenen Häusern im Landhausstil und bereits mit Merkmalen des frühen Reformstils, von baugeschichtlicher Bedeutung. Heterogene dreigeschossige Mischfassade aus Putz-, Klinker- und Holzelementen. Erdgeschoss mit Laden und Spitzbogenöffnungen, darüber ansetzender Erker als Eckbetonung, darüber Türmchen mit Welscher Haube. Die Fläche aus roten Klinkern mittig bis ins erste Obergeschoss gezogen, in der rechten Achse aber nur bis zur Kämpferzone der Erdgeschoss-Fenster. Die Obergeschosse mit Thermenfenstern (ornamentale Stuckbekrönung), Mittelachsen mit Zierfachwerk im zweiten Obergeschoss und im dominanten Dachausbau mit Krüppelwalmdach. | 09246298 |
|                | Mietshaus in geschlossener Bebauung | Liebknechtstraße 61 (Karte)                                                         | 1903                                                                | Entworfen von Friedrich Kunze; Gruppe von drei Häusern im Landhausstil und bereits mit Merkmalen des frühen Reformstils, baugeschichtliche Bedeutung. Dreigeschossiger Bau mit Putz-, Klinker- und Holzelementen der Fassade. Erdgeschoss mit rotem Klinker, Laden und mittiger Eingang mit Verdachung spitzbogig, die Obergeschosse mit Putz, wobei die äußeren Achsen jeweils durch Triple-(Thermen-)Fenster mit floraler Stuckbekrönung gekennzeichnet sind. Die Mittelachse im zweiten Obergeschoss und im darüber liegenden Dachausbau mit Spitzgiebel mit Zierfachwerk. | 09246299 |
|                | Mietshaus in halboffener Bebauung | Liebknechtstraße 62 (Karte)                                                         | 1903                                                                | Entworfen von Robert Ebersbach; historisierende Bebauung der Zeit um 1900, baugeschichtliche Bedeutung. Dreigeschossiger und sechsachsiger gelber Klinkerbau auf putzgenutetem Sockel, die Fenster aller Geschosse zu Zweiergruppen zusammengefasst. Erdgeschoss mit Rundbogenöffnungen, hoher schmaler Eingang mit originalem Jugendstiltürblatt eingezogen und rechts aus der Mitte gerückt, über Erdgeschoss Gurtgesims, Flacher Mittelrisalit betont im zweiten Obergeschoss und im spitzgiebeligen (etwas reduzierten) Dachaufbau durch Stuck-Lambrequins, im Giebelfeld und auch in den Schmuckfeldern über und unter den Obergeschoss-Fenstern aufwändige florale und vom Jugendstil beeinflusste Stuckornamentik. Vier kleine stehende Rundbogengaupen. | 09246306 |
|                | Mietshaus in halboffener Bebauung | Liebknechtstraße 63 (Karte)                                                         | 1903                                                                | Entworfen von Friedrich Kunze; mit Laden, Gruppe von drei Häusern im Landhausstil und bereits mit Merkmalen des frühen Reformstils, baugeschichtliche Bedeutung. Dreigeschossiger Bau mit Putz-, Klinker- und Holzelementen der Fassade. Erdgeschoss mit rotem Klinker, der sich im Mittelrisalit bis ins erste Obergeschoss hochzieht und mit Balusterbalkon abgeschlossen wird, ansonsten aber nur bis zur Kämpferzone der Erdgeschoss-Fenster geht, darüber Putz. Erdgeschoss mit Spitzbogenfenstern, diese zum Teil auch noch im ersten Obergeschoss. Dort Eckbetonung durch Erkerchen auf Dreiecksgrundriss. Flacher Mittelrisalit, mündend in großen Dachausbau mit Dreiecksgiebel und Zierfachwerk. | 09246300 |
|                | Mietshaus in geschlossener Bebauung | Liebknechtstraße 64 (Karte)                                                         | 1902                                                                | Entworfen von Robert Ebersbach; historistische Häuserzeile der Stadterweiterung um 1900, baugeschichtlich von Bedeutung. Dreigeschossiger sechsachsiger gelber Klinkerbau auf Putzsockel, leicht der Straßenbeuge folgend. Flacher zweiachsiger Mittelrisalit durch Hauseingang (Jugendstiltürblatt), im zweiten Obergeschoss durch Lambrequinrahmung und durch gegiebelten Dachausbau mit Triplefenster und aufwändiger Stuckverzierung markiert. Erdgeschoss und erstes Obergeschoss mit Rundbogenöffnungen, rechts nachträglicher Einbruch einer zweiten Tür. Über Hochparterre Gurtgesims. Das erste Obergeschoss ornamental durch jugendstilige Schmuckbekrönungen der Fenster hervorgehoben. | 09246305 |
| Weitere Bilder | Mietshausgruppe aus drei Einheiten, als Zeile heute offen, Nr. 69 mit rückwärtigem Bäckereianbau | Liebknechtstraße 65, 67, 69 (Karte)                                                 | 1904 (Nr. 65); 1906 (Nr. 67); 1912 (Nr. 69)                         | Eklektizistische Fassaden als Mischung von Gotik und Jugendstil, baugeschichtliche Relevanz. 1904–1912 entstanden (Nr. 65 und 67 1904–06 für Paul Fenstel, Nr. 69 1912 für Max Böhme). Die Putzfassaden weitgehend angeglichen: die Erdgeschosse mit Putznutung und Bogenöffnungen (Eingänge und Schaufenster), die ersten Obergeschosse mit floral bekrönten Kuppelfenstern, die zweiten Obergeschosse mit gekuppelten Spitzbogenfenstern und „mittelalterlicher“ Stuckbekrönung (u. a. Bogenfriese). Fassadengliederung durch einachsige (Nr. 65 zweiachsig) dreigeschossige Flacherker, die als gegiebelte Dachausbauten enden, zusätzlich Satteldachgaupen. | 09246301 |
|                | Mietshaus in jetzt halboffener Bebauung | Liebknechtstraße 66 (Karte)                                                         | 1902                                                                | Entworfen von Robert Ebersbach; historistische Häuserzeile der Stadterweiterung um 1900, baugeschichtlich von Bedeutung. Dreigeschossiger sechsachsiger gelber Klinkerbau auf Putzsockel, leicht der Straßenbeuge folgend. Flacher zweiachsiger Mittelrisalit durch Hauseingang, im zweiten Obergeschoss durch Lambrequinrahmung und durch gegiebelten Dachausbau mit Triplefenster und aufwändiger Stuckverzierung markiert. Erdgeschoss und erstes Obergeschoss mit Rundbogenöffnungen, über Hochparterre Gurtgesims. Das erste Obergeschoss ornamental durch jugendstilige Schmuckbekrönungen der Fenster hervorgehoben. Fassade weitgehend identisch mit Haus Nr. 64. | 09246304 |
|                | Mietshaus in halboffener Bebauung und in Ecklage | Liebknechtstraße 75 (Karte)                                                         | 1904                                                                | Mit Laden, späthistoristische Klinker-Häuserzeile von baugeschichtlicher Bedeutung. Nach Entwurf der Bauunternehmer Arthur Lobstädt und Josef Koptsch im eigenen Auftrag errichtet. Auch das Nachbarhaus gehörte den gleichen Bauherren und wurde nach deren Entwurf gebaut. Dreigeschossiger Putz-Klinker-Bau mit heterogener Fassade, Eckbetonung durch turmartigen, im zweiten Obergeschoss ansetzenden dreigeschossigen Erker, den schiefergedeckte Welsche Haube abschließt, flankiert von je einem zweiachsigen Dachausbau mit Dreiecksgiebel. Das Erdgeschoss mit Laden, Bogenöffnungen, darüber Gurtgesims. Die Obergeschosse mit rotem Klinker mit Gusssteinrahmung der Öffnungen, jede Hausseite zusätzlich durch zweigeschossigen Rechteckerker mit ornamentiertem Dreiecksgiebel gegliedert, in den Giebeln der stehenden Gaupen Zierfachwerk. | 09246324 |
|                | Mietshaus in geschlossener Bebauung | Liebknechtstraße 77 (Karte)                                                         | 1904                                                                | Entworfen von Josef Koptsch und Arthur Lobstädt für eigene Vermarktung; späthistoristische Klinker-Häuserzeile von baugeschichtlicher Bedeutung. Dreigeschossiger roter Klinkerbau mit fünf Achsen, das Erdgeschoss mit genuteter Putzwand, hier rundbogige (Eingang, Fenster) Öffnungen sowie segmentbogiges Schaufenster, über Erdgeschoss schmales Gurtgesims, die gerade verdachten Fenster der Obergeschosse mit Gusssteinrahmung und Konsol-Schmuckfeldern, an den Seiten gekuppelt, in der Mittelachse allein stehend, hier zentraler Dachausbau mit Schweifgiebel, flankiert von je einer stehenden Gaupe mit Zierfachwerk-Giebel. | 09246323 |
|                | Mietshaus in halboffener Bebauung | Liebknechtstraße 79 (Karte)                                                         | 1902                                                                | Entworfen von Emil Dressel für Gustav Albin Friedrich; späthistoristische Klinker-Häuserzeile von baugeschichtlicher Bedeutung. Dreigeschossiger Putz-Klinker-Bau mit putzgenutetem Erdgeschoss, darin Fenster mit Rundbogenöffnungen und großes segmentbogiges Laden-Schaufenster. Die Mittelachse der in den beiden rotgeklinkerten Obergeschossen der fünfachsigen Straßenfassade wird durch einen zweigeschossigen, über dem Erdgeschoss ansetzenden Rechteckerker mit dreieckigem Giebelabschluss geprägt. Schräg dahinter, im Sinn einer Staffelung nach dem Prinzip des „Englischen Hauses“, ein noch größerer, ebenfalls dreieckig abgeschlossener zweiachsiger Dachausbau. Die Hausecke außerdem durch weiteren Ausbau optisch betont. Die Öffnungen mit Putz-Stuck-Rahmen, darunter Ornamentspiegel. Mansarddach mit kleiner stehender Gaupe. | 09246322 |
|                | Mietshaus in halboffener Bebauung und in Ecklage, mit Einfriedung | Liebknechtstraße 80 (Karte)                                                         | 1929                                                                | Entworfen von Hermann Bornemann für die eigene Vermarktung; sachliche Formensprache der 1920er Jahre, baugeschichtliche Bedeutung. Dreigeschossiger Putzbau über Eck, mit unregelmäßigem Grundriss, auf dunklem Klinkersockel, Gliederung waagerecht durch schmale Gesimse, vertikal durch verschiedene Erker (Schauseite über Erdgeschoss ansetzend und dreigeschossig-polygonal, zur Nebenstraße rund-eingeschossig über Erdgeschoss sowie flach-zweigeschossig-rechteckig), Eingang mit gerader Klinkereinfassung, diese Achse mit liegenden Fenstern. Diese bewegte Fassade wird straff zusammengefasst durch kräftiges Traufgesims zum steilen Mansarddach. Plastischer Schmuck. Einfriedung mit Klinkerpfeilern und Latten folgt der Steigung der Nebenstraße. | 09246325 |
|                | Mietshaus in geschlossener Bebauung | Liebknechtstraße 82 (Karte)                                                         | 1903                                                                | Errichtet von Maurermeister Müller nach Plänen des Architekten Hüttel; Stadterweiterungsbau der Zeit um 1900, baugeschichtliche Bedeutung. Dreigeschossiger dreiachsiger Putzbau, das hohe Erdgeschoss durch Gurtgesims optisch abgetrennt, Eingang mit zweiflügeliger Haustür mit Oberlicht links, daneben rundbogige Kuppelfenster, rechts breites segmentbogiges Ladenfenster mit Stuckbekrönung. In der zweiten Achse über Erdgeschoss flacher zweigeschossiger, gerade verdachter Rechteckerker. Die rechte Achse breit angelegt, mit liegenden dreigeteilten Fenstern; Drempel sowie großer und kleiner Dachausbau mit Zierfachwerk. Jugendstil-Putzornamentik, Erker mit eingestellten kannelierten Säulen und Lisenen. | 09246326 |
|                | Mietshaus in halboffener Bebauung | Liebknechtstraße 84 (Karte)                                                         | 1903                                                                | Errichtet von Maurermeister Müller nach Plänen des Architekten Hüttel; Stadterweiterungsbau der Zeit um 1900, baugeschichtliche Bedeutung. Dreigeschossiger Putzbau mit drei (unterschiedlich breiten) Achsen, Erdgeschoss mit bogigen Öffnungen, im Nordwesten Schaufenster, darüber Putzornamentik, schmales Gurtgesims. Über Erdgeschoss ansetzender flacher zweigeschossiger Rechteckerker mit dreigeteilten Fenstern. Fensterbrüstungen verziert. Drempel und die zwei Dachausbauten Zierfachwerk, die Dachausbauten (rechts groß, mittig kleiner) mit Eselsrückengiebeln. | 09246327 |
| Weitere Bilder | Mietshaus mit vier Eingängen, halboffen endend | Liebknechtstraße 88, 90, 92, 94 (Karte)                                             | 1902 (Nr. 90, 92); 1903 (Nr. 88, 94)                                | bildprägende homogene Häuserzeile von baugeschichtlicher Bedeutung. 1902 (innere) und 1903 (äußere Gebäude) als Einheit entstanden, Architekt Curt Schmidt. Dreigeschossige Putzbauten mit genuteten Erdgeschossen, hier bogige Öffnungen, über Erdgeschossen Gurtgesims. Wandgliederung durch zweigeschossige kragsteingestützte Rechteckerker, darüber neobarocke Dachausbauten. An den seitlichen Gebäuden je ein turmartiger Aufbau mit Haube. Die Fassaden reich mit Stuck verziert (figural-floral). Zahlreiche stehende segmentbogige Gaupen. | 09246328 |
|                | Mietshaus in halboffener Bebauung | Liebknechtstraße 96 (Karte)                                                         | 1902                                                                | Entworfen von Emil Dressel für eigene Vermarktung; späthistoristischer Bau der Stadterweiterung um 1900, baugeschichtliche Relevanz. Dreigeschossiger Putz-Klinker-Bau, 6:3 Achsen, Erdgeschoss mit roter Klinkerverkleidung, hier Bogenöffnungen (Haustür, Schaufenster), über dem großen Schaufenster rechts auf Kragsteinen porphyrfarbener Balkon mit Brüstung, als Betonung des Eckrisalits, der im zweiten Obergeschoss sowie im gegiebelten Dachausbau mit Zierfachwerk versehen ist. Die bogigen Fenster der Putz-Obergeschosse großteils gekuppelt und mit roter Klinkerornamentik versehen, außerdem Putzstuck-Ornamentfelder. Haus korrespondiert mit Nr. 98. | 09246332 |
|                | Mietshaus in geschlossener Bebauung | Liebknechtstraße 98 (Karte)                                                         | 1902                                                                | Entworfen von Emil Dressel für A.P. Gerbeth; späthistoristischer Bau der Stadterweiterung um 1900, baugeschichtliche Relevanz. Dreigeschossiger Putz-Klinker-Bau, 6-7 Achsen, Erdgeschoss mit roter Klinkerverkleidung, hier Bogenöffnungen (Haustür, Schaufenster), über der Haustür auf Kragsteinen porphyrfarbener Balkon mit Brüstung. Die bogigen Fenster der Putz-Obergeschosse großteils gekuppelt und mit roter Klinkerornamentik versehen, außerdem Putzstuck-Ornamentfelder. Mittelachse betont durch Zierfachwerk sowohl im zweiten Obergeschoss als auch im Dachausbau (mit Krüppelwalmdach) darüber. Haus korrespondiert mit Nr. 96. | 09246333 |
|                | Wohn- und Geschäftshaus in Ecklage in geschlossener Bebauung, heute auch Sparkassengebäude | Liebknechtstraße 100 (Karte)                                                        | 1902                                                                | Entworfen von Carl Brandt für den Bauherren Robert Schlosser, heute auch Sparkassengebäude. Aufwändig gestalteter späthistoristischer Kopfbau der Bebauung der Liebknechtstraße, bereits mit Ansätzen des Reformstils, bildprägend und von hoher baugeschichtlicher und städtebaulicher Bedeutung. Dreigeschossiger Putz-Klinker-Bau von 7:7 Achsen plus schräger Eckachse, mit aufwändiger Dachlandschaft und weitgehend gleich gestalteten Fassaden sowohl zur Liebknecht- als auch zur Neundorfer Straße, aber mit gut gesetzten Elementen, die die Symmetrie relativieren (z. B. Treppenhausachse, Dachhaus mit Krüppelwalmdachgegenüber hechtartiger Dachöffnung etc.). Eckbetonung durch über dem ersten Obergeschoss ansetzenden, zweigeschossigen Runderker der Schrägachse, der von spitzem Helm mit Laterne bekrönt wird, flankiert je von zweigeschossigem Dachhaus mit Zierfachwerk und steilem überstehendem Satteldach. Sockel und Hochparterre bis zur Kämpferzone roter Klinker (darüber heller Putz), unter den großen Thermenfenstern (Geschäftsräume) mit dekorativen weißen Putzfeldern. Eingang mit jugendstilig geformtem Oberlicht auf der rechten Seite, darüber Treppenhausachse mit verschieden geformten Öffnungen, endend in flachem Holzerker mit Haube. Die Fenster der Obergeschosse paarweise gesetzt, im ersten Obergeschoss noch durch florale Stuck-Konsolfelder zusammengefasst, im zweiten Obergeschoss Balkons auf beiden Hausseiten. Die wiederum rot geklinkerte Traufzone fasst die Wandgestaltung straffend zusammen. Als Verzierungen weiterhin z. B. Bleiglasfenster mit floralen Verzierungen. Eingangsbereich moderat modernisiert. | 09246334 |
|                | Villa | Mommsenstraße 9 (Karte)                                                             | 1913                                                                | mit neoklassizistischen Elementen, entworfen von Fritz Kohl für Karl Engelbrecht; baugeschichtliche und ortsentwicklungsgeschichtliche Bedeutung. Zweigeschossiger Putzbau mit flachem Walmdach und regelmäßigem Grundriss. Ausgewogene Fassadengliederung, Schauseite gekennzeichnet durch zentralen Altan mit Balkon sowie durch Voluten dekoriertes und dreiecksgegiebeltes Zwerchhaus als Bekrönung des flachen Mittelrisalits. Die Fensterachsen durch Putzlisenen begrenzt, die Hausecken versehen mit stärker reliefierten stilisierten Pilastern, als kleinere Ordnung auch beim Altan zu finden. Dessen Attika mit Putzstuck-Fruchtgirlanden, über den Fenstern in der Hauswand Stuckbögen mit Körben. | 09246922 |
|                | Mietshaus in geschlossener Bebauung | Neundorfer Straße 103 (Karte)                                                       | Bezeichnet mit 1909                                                 | Entworfen von Albert Kühnel für den Bauunternehmer Gottlieb Walter; das Haus wurde nach Fertigstellung vom Tischlermeister Karl Kühn gekauft, im Erdgeschoss befand sich ein Möbelladen, im Hinterhof eine Werkstatt. Der viergeschossige und sechsachsige Putzbau von baugeschichtlicher Bedeutung weist eine versachlichte späthistoristische Fassade auf. Das Erdgeschoss mit unregelmäßigen Öffnungen, Eingang links mit originaler zweiflügeliger Haustür mit Glaseinsätzen und hohem gesprosstem Oberlicht. Ab erstem Obergeschoss die mittleren beiden Achsen leicht erkerartig vorkragend. Fensterbrüstungen dekoriert mit vorgefertigten Dekorelementen aus Kunststein (Girlanden u. a.), farbige Fliesen blau-weiß. Die linke Seite mit zweiachsigem, gegiebeltem Dachausbau. In den Wohnungen einfache Stuckdecken, originale Zimmer- und Wohnungstüren erhalten, im Hausflur Holzvertäfelung sowie große Windfangtür mit Farbglasfenstern. | 09247803 |
|                | Mietshaus in geschlossener Bebauung | Neundorfer Straße 111 (Karte)                                                       | Um 1912                                                             | Architekt Johannes Bieger für Bernhard Schreiber; Reformstilgebäude aus der Zeit vor dem Ersten Weltkrieg, baugeschichtliche Bedeutung. Viergeschossig, sechsachsig, Putzfassade mit Nutung im Erdgeschoss, Hauseingang in Mitte der Traufseite von kannelierten Halbsäulen flankiert und mit Zahnschnittfries verdacht, Obergeschoss mit Lisenengliederung, mittlerer Fassadenteil bis zum dritten Obergeschoss risalitartig leicht vorspringend, dort Fensterbrüstungsrelief mit Fruchtkorb, Wappen, Füllhörnern, Putto u. a., Fenster- und Haustür original. Zweiachsiger gegiebelter Dachausbau auf der linken Seite. | 09246659 |
|                | Mietshaus in halboffener Bebauung und Reste der Einfriedung | Neundorfer Straße 141 (Karte)                                                       | 1903                                                                | Entworfen von Oscar Roth für eigene Vermarktung; historisierende Stadterweiterungsarchitektur in architektonisch anspruchsvollem Ambiente, baugeschichtliche Bedeutung. Dreigeschossiger roter Klinkerbau mit Betonzierelementen (Fensterbekrönungen und Konsolfelder), 4:4 Achsen plus eine schräg gestellt. Eckbetonung durch über dem Erdgeschoss ansetzenden einachsigen und dreigeschossigen Rechteckerker, der in (neu) verblechtem Türmchen endet. Im Erdgeschoss Rundbogenfenster, Eingang rechte Seite, über Erdgeschoss Gurtgesims. Neben gen. Türmchen zweigeschossiger Dachausbau mit Triplefenster und geschweifter Haube. | 09246375 |
|                | Mietshaus in halboffener Bebauung | Neundorfer Straße 143 (Karte)                                                       | 1903                                                                | Architekt Max Schönstein, Bauherr Willy Bergner; historisierende Fassade der Stadterweiterung, baugeschichtliche Relevanz. Dreigeschossiger roter Klinkerbau mit Betonzierelementen (Fensterbekrönungen und Konsolfelder), Eckbetonung durch schräg gestellten, über dem Erdgeschoss ansetzenden zweigeschossigen Rechteckerker. Über Erdgeschoss mit Laden und Rundbogenöffnungen kräftiges Gurtgesims, zweiachsiger Mittelrisalit mit Dachausbau (dessen Giebelung vereinfacht). | 09246374 |
|                | Mietshaus in halboffener Bebauung | Neundorfer Straße 145 (Karte)                                                       | 1903                                                                | Entworfen von Bauunternehmer Vinzenz Koschinek für die eigene Vermarktung; historisierende, reich dekorierte Häuserzeile der Zeit um 1900, baugeschichtliche Relevanz. Dreigeschossiger gelber Klinkerbau mit tiefem Baukörper, im Erdgeschoss Ladenzone, reich verzierte Gussstein-Brüstungsfelder (florales, Girlanden) unter den Fenstern, Pilastergliederung mit Putz-„Lambrequins“, Walmdach mit Schleppgaupen und aufwändig bekröntem Dachhaus (Bekrönung 1920er Jahre?). | 09246372 |
|                | Mietshaus in geschlossener Bebauung | Neundorfer Straße 147 (Karte)                                                       | 1903                                                                | Entworfen von Nixdorf & Co. für die eigene Vermarktung; historisierende, reich dekorierte Häuserzeile der Zeit um 1900, baugeschichtliche Relevanz. Dreigeschossiger gelber Klinkerbau mit reich verzierten Gussstein-Brüstungsfeldern unter den Fenstern (florales, Köpfe, Jugendstileinfluss). Durch verzierte Putzfelder als „Kapitelle“ wirken die gelben Mauerflächen pilasterartig, die geraden Verdachungen der Fenster des ersten Obergeschosses wirken wie Horizontalgesims. Dachausbau mit zwei Gaupen und zentralem zweiachsigem, gerade verdachtem Dachhäuschen. | 09246373 |
|                | Mietshaus in halboffener Bebauung | Neundorfer Straße 149 (Karte)                                                       | 1903                                                                | Entworfen vom Bauunternehmer Nixdorf für die eigene Vermarktung, Ausführung: Josef Kopt(i)sch; historisierende, reich dekorierte Häuserzeile der Zeit um 1900, baugeschichtliche Relevanz. Dreigeschossiger gelber Klinkerbau mit reich verzierten Gussstein-Brüstungsfeldern unter den Fenstern (Köpfe, florales), durch verzierte Putzfelder als „Kapitelle“ wirken die gelben Mauerflächen pilasterartig, die geraden Verdachungen der Fenster des ersten Obergeschosses wirken wie Horizontalgesims. Zwei zweiachsige Dachausbauten sowie an der Schmalseite drei stehende Gaupen. | 09246371 |
|                | Mietshaus in halboffener Bebauung | Neundorfer Straße 157 (Karte)                                                       | Um 1905                                                             | Von den Bauunternehmern Paul Beck und Albin Löser für eigene Vermarktung errichtet; historisierender Bau der Stadterweiterung um 1900, baugeschichtliche Relevanz. Dreigeschossiger gelber Klinkerbau mit verputztem Sockel und Hochparterre (bis zur Kämpferzone der Rundbogenöffnungen). Die dritte Achse der Straßenseite hervorgehoben durch breitere bzw. gekuppelte Öffnungen, Erdgeschoss und zweites Obergeschoss mit Thermenfenstern, erstes Obergeschoss mit Dreiecksverdachung, Übergiebelung im Dachbereich. Eckachse rechts daneben mit zweigeschossigem Polygonalerker (Aufsatz fehlt) über Hochparterre. Mehrere Horizontal-Putzbänder. Die beiden linken Achsen mit Gussstein-Ornamentfeldern. Seitlicher Eingang in der Mittelachse, diese ebenfalls dreiecksübergiebelt. | 09246527 |
|                | Mietshaus in halboffener Bebauung | Neundorfer Straße 159 (Karte)                                                       | 1903                                                                | Entworfen von Architekt Thieme für Hermann Scheider; späthistoristische Zeile mit Jugendstileinflüssen, baugeschichtliche Bedeutung. Dreigeschossiger fünfachsiger dunkelweißer Klinkerbau mit putzgenutetem Erdgeschoss, darin Rundbogenöffnungen, darüber Gurtgesims. Wandgliederung der Obergeschosse durch kannelierte Putzpilaster mit Köpfen als Kapitellen, weiterhin durch florale Putzstuck-Schmuckfelder zwischen den Geschossen. Traufgesims ebenfalls ornamentiert. Über den beiden rechten Achsen Dachausbau mit gerader Verdachung und querovalem Fenster, zwei Schleppgaupen. | 09246361 |
|                | Mietshaus in geschlossener Bebauung | Neundorfer Straße 161 (Karte)                                                       | 1903                                                                | Späthistoristische Zeile mit Jugendstileinflüssen, entworfen vom Architekt Thieme für Hermann Scheider; baugeschichtliche Bedeutung. Dreigeschossiger fünfachsiger dunkelweißer Klinkerbau mit putzgenutetem Erdgeschoss, darin Rundbogenöffnungen und Eingang mit Jugendstiltürblatt in der Mittelachse. Über Erdgeschoss Gurtgesims. Wandgliederung der Obergeschosse durch kannelierte Putzpilaster mit Köpfen als Kapitellen, weiterhin durch florale Putzstuck-Schmuckfelder zwischen den Geschossen. Traufgesims ebenfalls ornamentiert. Alle Öffnungen mit Putzfaschen. Über den beiden linken Achsen Dachausbau mit Bogenabschluss, darin Kopf-Sonnen-Ornament, mit querovalem Fenster, die drei Schleppgaupen neu. | 09246362 |
|                | Mietshaus in geschlossener Bebauung | Neundorfer Straße 163 (Karte)                                                       | 1903                                                                | Späthistoristische Zeile mit Jugendstileinflüssen, entworfen von Architekt Thieme für Hermann Scheider; baugeschichtliche Bedeutung. Dreigeschossiger fünfachsiger dunkelweißer Klinkerbau mit putzgenutetem Erdgeschoss, darin Rundbogenöffnungen, Eingang in der Mittelachse. Über Erdgeschoss Gurtgesims. Wandgliederung der Obergeschosse durch kannelierte Putzpilaster mit Köpfen als Kapitellen, weiterhin durch florale Putzstuck-Schmuckfelder zwischen den Geschossen. Traufgesims ebenfalls ornamentiert. Alle Öffnungen mit Putzfaschen. Über den beiden rechten Achsen Dachausbau mit Bogenabschluss und querovalem Fenster, drei Schleppgaupen. | 09246363 |
|                | Mietshaus in halboffener Bebauung | Neundorfer Straße 165 (Karte)                                                       | 1903                                                                | Späthistoristische Zeile mit Jugendstileinflüssen, entworfen vom Architekten Thieme für Hermann Scheider; baugeschichtliche Bedeutung. Dreigeschossiger fünfachsiger dunkelweißer Klinkerbau mit gelbgefärbter Putzgestaltung, mit putzgenutetem Erdgeschoss, darin Rundbogenöffnungen. Über Erdgeschoss Gurtgesims. Wandgliederung der Obergeschosse durch kannelierte Putzpilaster mit Köpfen als Kapitellen, weiterhin durch florale Putzstuck-Schmuckfelder zwischen den Geschossen. Traufgesims ebenfalls ornamentiert. Alle Öffnungen mit Putzfaschen. Über den beiden linken Achsen Dachausbau mit Bogenabschluss, darin Kopf-Sonnen-Ornament, mit querovalem Fenster. | 09246364 |
|                | Mietshaus in halboffener Bebauung | Neundorfer Straße 171 (Karte)                                                       | 1904                                                                | Entworfen von Alfred Illner für Hermann Söllner; bildprägende Zeile mit aufwändigen späthistoristischen Fassaden, baugeschichtliche Bedeutung. Dreigeschossiger sechsachsiger Putzbau. Erdgeschoss mit zwei korbbogigen Schaufenstern, die zweijochige Mittelachse akzentuiert durch reich floral verzierten, neobarock anmutenden zweigeschossigen Rechteckerker. Diese Mittelachse hinterfangen von dominantem Dachausbau mit Schweifgiebel. Eckbetonung im Dachbereich durch Türmchen mit Welscher Haube. | 09246336 |
|                | Mietshaus in geschlossener Bebauung mit Läden | Neundorfer Straße 173 (Karte)                                                       | 1903                                                                | Entworfen von Alfred Illner für Bernhard von Wolfersdorf; bildprägende Zeile mit aufwändigen späthistoristischen Fassaden, baugeschichtliche Bedeutung. Dreigeschossiger sechsachsiger Putzbau. Erdgeschoss mit zwei korbbogigen Schaufenstern, die zweijochige Mittelachse akzentuiert durch reich floral verzierten, neobarock anmutenden zweigeschossigen Rechteckerker. Diese Mittelachse hinterfangen von dominantem Dachausbau mit Schweifgiebel. | 09246337 |
| Weitere Bilder | Doppelwohnhaus in offener Bebauung | Neundorfer Straße 174, 176 (Karte)                                                  | 1903                                                                | Entworfen von Reinhard Paul Rossbach für sich selbst; stattlicher Stadterweiterungsbau von baugeschichtlicher Bedeutung. Dreigeschossiger Putzbau, die Ecken jeweils akzentuiert durch Erker mit Türmchen (Welsche Hauben mit Laternen) und Dachausbauten mit bildprägenden Fachwerk-Dreiecksgiebeln. Erdgeschoss mit bogigen Öffnungen, seitlich in Form von Thermenfenstern. Wandgestaltung durch mehrere verschiedenförmige Erker über Erdgeschoss (rechts zweigeschossiger Rechteckerker mit Zierfachwerk, Eingangsachse mit zweigeschossigem Dreieckserker, linke Seite Art eingeschossige Kemenate), ein Balkon mit Baluster, gerade Verdachungen der Obergeschoss-Fenster, steiles Satteldach mit Ausbauten. Florale und figurale Verzierungen an Fassade. | 09246359 |
|                | Mietshaus in geschlossener Bebauung | Robert-Blum-Straße 7 (Karte)                                                        | 1903                                                                | Späthistoristischer Bau mit Jugendstilornament, baugeschichtliche Bedeutung. Bauherr war Emil Luckweil. Dreigeschossiger Putzbau mit heterogenem Wand-Öffnungs-Verhältnis, sechs Achsen, sowohl der Eingang als auch der darüber ansetzende, segmentbogig vorkragende zweigeschossige Erker (auf Kragkonstruktion) rechts aus der Mitte gerückt. Über Hochparterre breites Ziergesims. Über den beiden linken Erdgeschoss-Achsen in den Obergeschossen nur jeweils eine Achse mit großen dreigeteilten Fenstern, hier überfangen von Dachausbau mit geschwungener Verdachung. Über den Fenstern jugendstilige Stuckierungen (Erker, Blatt- und Baummotive, Enten- und Hasendarstellungen, Fuchs und Eulen am Erker). | 09246321 |
|                | Mietshaus in halboffener Bebauung | Robert-Blum-Straße 9 (Karte)                                                        | 1904                                                                | Späthistoristischer Bau mit Jugendstilornament, baugeschichtliche Bedeutung; Bauherr Emil Luckweil (1904). Dreigeschossiger Putzbau, 4–5 Achsen, als Mittelachse der über dem Erdgeschoss ansetzende, segmentbogig vorkragende zweigeschossige Erker, hinterfangen von geschmücktem, geschwungen abschließendem Dachausbau. Die linke Achse verbreitert und mit dreigeteilten Segmentbogenfenstern. Aufwändige jugendstilige Stuckierungen. | 09246320 |
|                | Mietshaus in offener Bebauung | Robert-Blum-Straße 11 (Karte)                                                       | 1903                                                                | Entworfen von A. Schneider für Karl Hermann Kelz; mächtiger Putzbau mit burgartigen Ecktürmen, baugeschichtlich relevant. Dreigeschossig, sieben Achsen, zwei Putz-Seitenrisalite fünfgeschossig (turmartig ausgebildet) mit Zierfachwerk, im Erdgeschoss ursprünglich Putznutung, Gusssteingewände mit Vorhangbögen. Die Wände zwischen den Risaliten mit sandsteinfarbenen Klinkern und roten Klinker-Zierbändern. Die ehemalig reich gegliederte Dachlandschaft mit Gauben und Bekrönungen heute stärker vereinfacht. | 09247632 |
|                | Mietshaus (mit Postamt) in Ecklage und in halboffener Bebauung sowie Einfriedung | Robert-Blum-Straße 13 (Karte)                                                       | 1903                                                                | Bauherr Oscar Roth (1903); späthistoristische Zeile der Stadterweiterung, von baugeschichtlicher Bedeutung. Dreigeschossiger roter Klinkerbau mit Putzstuck- und Gussstein-Gestaltungselementen, Erdgeschoss mit Rundbögen, über Erdgeschoss kräftiges Gurtgesims, Eckbetonung durch zweigeschossigen geputzten Rechteckerker (Pilaster), der im Dachbereich mit polygonalem Türmchen endet (ehemals Fachwerk). Gussstein-Schmuckfelder, lünettenartig über den Fenstern des zweiten Obergeschosses. Hauptseite mit flachem Mittelrisalit, der mit Dachausbau mit Schweifgiebel überfangen ist. Einfriedung mit hohen schlanken Zaunpfeilern und schmiedeeisernem Zaun. | 09246319 |

## Ehemalige Denkmale
| Bild           | Bezeichnung                            | Lage                                                      | Datierung | Beschreibung                              | ID |
| -------------- | -------------------------------------- | --------------------------------------------------------- | --------- | ----------------------------------------- | -- |
| Weitere Bilder | Sachgesamtheit Heineplatz              | Heineplatz 3–21 (Karte)                                   |           | Nach 2009 von der Denkmalliste gestrichen |    |
|                | Doppelwohnhaus in halboffener Bebauung | Jahnstraße 34, 36 (Karte)                                 | 1903      | Nach 2009 von der Denkmalliste gestrichen |    |
| Weitere Bilder | Sachgesamtheit Vettersstraße           | Vettersstraße 1, 6, 9, 11, 13, 15, 17, 19, 21, 23 (Karte) |           | Nach 2009 von der Denkmalliste gestrichen |    |

## Tabellenlegende
- Bild: Bild des Kulturdenkmals, ggf. zusätzlich mit einem Link zu weiteren Fotos des Kulturdenkmals im Medienarchiv Wikimedia Commons. Wenn man auf das Kamerasymbol klickt, können Fotos zu Kulturdenkmalen aus dieser Liste hochgeladen werden:
- Bezeichnung: Denkmalgeschützte Objekte und ggf. Bauwerksname des Kulturdenkmals
- Lage: Straßenname und Hausnummer oder Flurstücknummer des Kulturdenkmals. Die Grundsortierung der Liste erfolgt nach dieser Adresse. Der Link (Karte) führt zu verschiedenen Kartendiensten mit der Position des Kulturdenkmals. Fehlt dieser Link, wurden die Koordinaten noch nicht eingetragen. Sind diese bekannt, können sie über ein Tool mit einer Kartenansicht einfach nachgetragen werden. In dieser Kartenansicht sind Kulturdenkmale ohne Koordinaten mit einem roten bzw. orangen Marker dargestellt und können durch Verschieben auf die richtige Position in der Karte mit Koordinaten versehen werden. Kulturdenkmale ohne Bild sind an einem blauen bzw. roten Marker erkennbar.
- Datierung: Baubeginn, Fertigstellung, Datum der Erstnennung oder grobe zeitliche Einordnung entsprechend des Eintrags in der sächsischen Denkmaldatenbank
- Beschreibung: Kurzcharakteristik des Kulturdenkmals entsprechend des Eintrags in der sächsischen Denkmaldatenbank, ggf. ergänzt durch die dort nur selten veröffentlichten Erfassungstexte oder zusätzliche Informationen
- ID: Vom Landesamt für Denkmalpflege Sachsen vergebene, das Kulturdenkmal eindeutig identifizierende Objekt-Nummer. Der Link führt zum PDF-Denkmaldokument des Landesamtes für Denkmalpflege Sachsen. Bei ehemaligen Kulturdenkmalen können die Objektnummern unbekannt sein und deshalb fehlen bzw. die Links von aus der Datenbank entfernten Objektnummern ins Leere führen. Ein ggf. vorhandenes Icon  führt zu den Angaben des Kulturdenkmals bei Wikidata.

## Ausführliche Denkmaltexte
1. ↑  Einzeldenkmale in der Sachgesamtheit König-Georg-Kaserne:
  - Kommandantenhaus (Europaratstraße 1): Wappendarstellung, großer Rundturm, zweigeschossiger Klinkerbau, heute Hauptzollamt Erfurt, als Stabsgebäude gebaut, auf Ursprungsplan als Haus ST bezeichnet, darin befanden sich u. a. die Wache, Wachstube, Kassenraum, Arrestanstalt, Wohnung des Arrestwächters, Regimentsgeschäftszimmer, Wohn- und Schlafraum für Unteroffiziere (Einzelstuben), Lebensmittelraum usw.
  - Reithalle (Europaratstraße 5): eingeschossiger Klinkerbau, langgestreckter Bau mit Blendgiebel als Stufengiebel, Lisenengliederung, heute Mehrzweck- und Sporthalle, auf altem Grundrissplan Haus E, ursprünglich Exerzierhaus oder auch als Exerzierhalle bezeichnet, eventuell mit ehemaligem Pferdestall verbunden (lässt sich nicht klären)
  - Offizierskasino (Europaratstraße 23/25): zweigeschossiger Klinkerbau mit Walmdach und Rundturm, dieser mit spitzem Helm, heute Haus „Vogtland“, im ursprünglichen Grundriss bei Bauplaneinreichung als Haus „O“ bezeichnet, als Casino und Offiziersspeisesaal erbaut, im Gebäude befanden sich ein Speisesaal, Billardzimmer, Lesezimmer, Spielzimmer, eine Wohnung für Hauptleute, zwei Wohnungen für Leutnante und eine Wohnung für einen Wirtschafter, Architekt vermutlich Herrmann Baumgärtel
  - Mannschaftshäuser und Offiziers- und Beamtenwohnhäuser: auf längsrechteckigem Grundriss, teilweise aneinandergebaut, mehrflügelig, zwei- bzw. dreigeschossig mit Drempelgeschossen, gelber Klinker, Segmentbogenfenstern, sparsames Fassadendekor, die Fenster ursprünglich grün gestrichen, mehrflüglig, Drempelgeschoss teilweise mit Schlitzfenstern
    - Europaratstraße 3: Kinderhaus Westend (Kindertagesstätte), ehemals Beamten- und Offizierswohnhaus, Familienwohngebäude III, erbaut 1909, Oberbeamtenwohnhaus
    - Europaratstraße 4: Staatliches Vermögens- und Hochbauamt Zwickau Außenstelle Plauen, ursprüngliche Funktion nicht geklärt
    - Europaratstraße 7/9: Staatliches Amt für Landwirtschaft und Landwirtschaftsschule und Polizeirevier, ehemaliges Mannschaftshaus
    - Europaratstraße 11: Sächsische Landesstelle für Bautechnik und Technisches Hilfswerk, Forstbezirk Plauen, ehemaliges Wohnhaus für Beamte und Offiziere, als Wohnhaus 2 auf dem historischen Plan bezeichnet, hier wohnten 17 Unteroffiziere und ein Marketender
    - Europaratstraße 13: Zentraljustiz-, Amtsgericht- und Grundbuchamtgebäude, ehemaliges Mannschaftshaus
    - Europaratstraße 15: Immobilienservice Plauen m.b.H., ehemaliges Wohnhaus für Beamte und Offiziere, auf altem Plan als Wohngebäude 1 bezeichnet, hier wohnten der Zahlmeister, sieben verheiratete Unteroffiziere und zwölf Büchsenmacher
    - Europaratstraße 17: Finanzamt Plauen, ehemaliges Mannschaftswohnhaus
    - Europaratstraße 19: Staatliches Vermessungsamt Plauen, ursprüngliche Funktion noch nicht geklärt, auf altem Plan Haus K für Kammergebäude, ursprünglich befand sich dort auch ein Feldversorgungsschuppen
    - Europaratstraße 21: SKH Rodewisch, Tagesklinik Plauen, ehemalige Funktion noch nicht geklärt, möglicherweise ehemaliges Büchsenmachergebäude mit Waschanstalt, dort wohnten u. a. zwei Büchsenmacher, die Funktion ist nicht eindeutig zu klären